# DNEG
DNEG 또는 예전 이름 더블 네거티브(영어: Double Negative)는 1998년 런던에서 설립된 영국의 영화 시각효과(VFX) 및 컴퓨터 애니메이션 및 스테레오 엔지니어링 회사이다.